# Crocidura dsinezumi
Crocidura dsinezumi е вид бозайник от семейство Земеровкови (Soricidae).

## Разпространение
Видът е разпространен в Япония (Кюшу, Хокайдо, Хоншу и Шикоку). Внесен е в Южна Корея.